# الشقق العسكرية (غيل باوزير)

'

تعديل مصدري - تعديل

الشقق العسكرية هي إحدى قرى عزلة غيل باوزير بمديرية غيل باوزير التابعة لمحافظة حضرموت، بلغ تعداد سكانها 1065 نسمة حسب تعداد اليمن لعام 2004.